# Ghiacciaio Pitzman
Il ghiacciaio Pitzman è un ghiacciaio lungo circa 11 km situato sulla costa di Oates, nella regione nord-occidentale della Dipendenza di Ross, in Antartide. In particolare, il ghiacciaio, il cui punto più alto si trova a circa 1800 m s.l.m., fluisce verso est partendo dal versante orientale dell'altopiano di Pomerantz, nella parte orientale dei monti USARP, e scorrendo tra il monte Lowman, a nord, e il promontorio Williams, a sud, fino ad entrare in una distesa di ghiaccio pedemontano.

## Storia
Il ghiacciaio Pitzman è stato mappato per la prima volta dallo United States Geological Survey grazie a fotografie scattate dalla marina militare statunitense (USN) durante ricognizioni aeree e terrestri effettuate nel periodo 1960-62, e così battezzato dal Comitato consultivo dei nomi antartici in onore di Frederick J. Pitzman, biologo del Programma Antartico degli Stati Uniti d'America, di stanza alla stazione McMurdo nel periodo 1967-68.